# Municipio de Lincoln (condado de Atchison)
El municipio de Lincoln (en inglés: Lincoln Township) es un municipio ubicado en el condado de Atchison en el estado estadounidense de Misuri. En el año 2010 tenía una población de 378 habitantes y una densidad poblacional de 1,76 personas por km².

## Geografía
El municipio de Lincoln se encuentra ubicado en las coordenadas 40°31′38″N 95°19′13″O / 40.52722, -95.32028. Según la Oficina del Censo de los Estados Unidos, el municipio tiene una superficie total de 214.66 km², de la cual 214,63 km² corresponden a tierra firme y (0,01 %) 0,03 km² es agua.

## Demografía
Según el censo de 2010, había 378 personas residiendo en el municipio de Lincoln. La densidad de población era de 1,76 hab./km². De los 378 habitantes, el municipio de Lincoln estaba compuesto por el 97,88 % blancos, el 0,79 % eran isleños del Pacífico, el 0,26 % eran de otras razas y el 1,06 % eran de una mezcla de razas. Del total de la población el 1,59 % eran hispanos o latinos de cualquier raza.